# Cuota de emisión (medios de comunicación)
Las cuotas de emisión son ciertos lapsos de tiempo que en determinados países los operadores de servicios de radiofonía o televisión deben reservar a obras de determinadas características, por ejemplo habladas en el idioma natural del país o región, o producidas en el país o región. 
Numerosos países emplean sistemas de cuotas de emisión. A los emisores australianos se les exige que emitan un cierto porcentaje del contenido de origen australiano. Otros países que poseen un sistema de cuota de emisión doméstico en cuanto a contenido son Filipinas, México, Nigeria, Israel, Sudáfrica, Jamaica, Venezuela, China y Nueva Zelanda. También existen cuotas en Irlanda y en Francia (que ahora se rigen por las regulaciones en cuanto a contenido europeo.) En Estados Unidos no se encuentra restringida la emisión de contenido extranjero; dado la fortaleza local y global de la industria de medios en EE. UU., tales tipos de restricciones en cuanto a contenido son innecesarias.

## Promoción de la Producción Audiovisual en Europa
La legislación de la Comunidad Europea establece en la Directiva 89/552/CE, la necesidad de promover la producción de obras audiovisuales europeas, y obliga a los canales de televisión a reservar una determinada cuota de emisión.
En el caso de España esto se implementa exigiendo por ley que los prestadores del servicio de comunicación televisiva reserven a obras europeas el 51% del tiempo de emisión anual de cada canal o conjunto de canales de un mismo prestador, estando el 50% de dicha cuota reservado para obras europeas en cualquiera de las lenguas españolas. 